# Beechcraft Duchess
Beechcraft Model 76 Duchess - "Vojvodinja" je štirisedežno dvomotorno propelersko športno letalo ameriškega proizvajalca Beechcraft. Duchess ima nizko kantilever krilo, T-rep in uvlačljivo pristajalno podvzoje tipa tricikel. 
Duchess poganjata dva 180 KM motorja Lycoming O-360, ki se vrtita v nasprotnih smereh. Tako v primeru odpovedi enega motorja ni kritičnega motorja in je lažje upravljanje. Vsak motor poganja svoj dvokraki propeler s konstantnimi vrtljaji. Propeler je direktno vezan na pogonsko gred (ni reduktorja).
Duchess je bila razvita na podlagi enomotornega Beechcraft Musketeer. Prvi prototip je prvič poletel septembra 1974. 
Podobna letala sta Piper PA-44 Seminole, Piper PA-30 Twin Comanche in Cessna 310.

## Tehnične specifikacije
Podatki iz Jane's All The World's Aircraft 1980–81 and 1978 Beechcraft Duchess Pilot Operating Handbook
Splošne karakteristike
- Posadka: 1
- Število sedežev: 3 potniki (skupaj 4)
- Dolžina: 29ft 0½ in. (8,86 m)
- Razpon kril: 38 ft 0 in (11,58 m)
- Višina: 9 ft 6 in (2,89 m)
- Površina kril: 181 sq ft (16,81 m2)
- Aeroprofil: koren NACA 63A413.2 Konec krila NACA 63A415[3]
- Vitkost: 7,973:1
- Teža praznega letala: 2446 lb (1116 kg)
- Naložena teža: 3500 lb (1590 kg)
- Uporaben tovor: 1470 lb (668 kg)
- Maks. vzletna teža: 3900 lb. (1772 kg)
- Pogon letala: 2 ×  zračno hlajeni protibatni motor Lycoming O-360-A1G6D, 180 KM (134 kW)  vsak

 Zmogljivost 
- Neprekoračljiva hitrost: 194 vozlov (223 mph, 359 km/h)
- Potovalna hitrost: 154 vozlov (177 mph, 285 km/h) at 10000 ft (3050 m)
- Hitrost porušitve vzgona: 60 vozlov (69 mph, 111 km/h) s sšuščenimi zakrilci, (IAS
- Doseg: 780 nmi (898 mi, 1445 km) at 12000 ft (3660 m) (ekonomično križarjenje) - 151 vozlov
- Višina leta: 19650 ft (5990 m)
- Hitrost vzpenjanja: 1248 ft/min (6,3 m/s)